# Australasian Championships 1923
Gli Australasian Championships 1923 (conosciuto oggi come Australian Open) sono stati la 16ª edizione degli Australasian Championships e seconda prova stagionale dello Slam per il 1923. Si è disputato dall'11 al 18 agosto 1923 sui campi in erba del Milton Courts di Brisbane in Australia.
Il singolare maschile è stato vinto dall'australiano Pat O'Hara Wood, che si è imposto sul connazionale Bert St John in tre set. Il singolare femminile è stato vinto dall'australiana Margaret Molesworth, che ha battuto la connazionale Esna Boyd Robertson in due set. Nel doppio maschile si è imposta la coppia formata da Pat O'Hara Wood e Bert St John, mentre nel doppio femminile hanno trionfato Sylvia Lance Harper e Esna Boyd Robertson. Il doppio misto è stato vinto da Sylvia Lance e Horace Rice.

## Risultati

### Singolare maschile
Pat O'Hara Wood ha battuto in finale  Bert St John con il punteggio di 6–1, 6–1, 6–3.

### Singolare femminile
Margaret Molesworth ha battuto in finale  Esna Boyd con il punteggio di 6–1, 7–5.

### Doppio maschile
Pat O'Hara Wood /  Bert St John hanno battuto in finale  Dudley Bullough /  Horace Rice con il punteggio di 6–4, 6–3, 3–6, 6–0.

### Doppio femminile
Esna Boyd Robertson /  Sylvia Lance Harper hanno battuto in finale  Margaret Molesworth /  Beryl Turner con il punteggio di 6–1, 6–4.

### Doppio misto
Sylvia Lance /  Horace Rice hanno battuto in finale  Margaret Molesworth /  Bert St. John con il punteggio di 2–6, 6–4, 6–4.